# Mouguerre
Mouguerre est une commune française située dans le département des Pyrénées-Atlantiques, en région Nouvelle-Aquitaine.
Le gentilé est Mugertar.

## Géographie

### Localisation
La commune de Mouguerre se trouve dans le département des Pyrénées-Atlantiques, en région Nouvelle-Aquitaine.
Sur le plan historique et culturel, Mouguerre fait partie de la province du Labourd, un des sept territoires composant le Pays basque,. Le Labourd est traversé par la vallée alluviale de la Nive et rassemble les plus beaux villages du Pays basque. Depuis 1999, l'Académie de la langue basque ou Euskalzaindia divise le territoire du Labourd en six zones,. La commune est dans la zone Lapurdi Beherea (Bas-Labourd) au centre-nord de ce territoire.
Elle se situe à 106 km par la route de Pau, préfecture du département, et à 11 km de Bayonne, sous-préfecture.
Les communes les plus proches sont : 
Lahonce (2,6 km), Saint-Pierre-d'Irube (3,6 km), Villefranque (4,6 km), Bayonne (5,6 km), Urcuit (6,7 km), Briscous (6,7 km), Bassussarry (8,1 km), Ustaritz (8,3 km).

### Communes limitrophes
Les communes limitrophes sont Bayonne, Briscous, Hasparren, Jatxou, Lahonce, Saint-Pierre-d'Irube, Urcuit et Villefranque.
| Bayonne              | Lahonce   | Urcuit    |
| Saint-Pierre-d'Irube | Mouguerre | Briscous  |
| Villefranque         | Jatxou    | Hasparren |

### Quartiers
La mairie de Mouguerre découpe[Quand ?] la commune en trois quartiers, nommés Le Bourg, Elizaberry et Le Port.

### Hydrographie

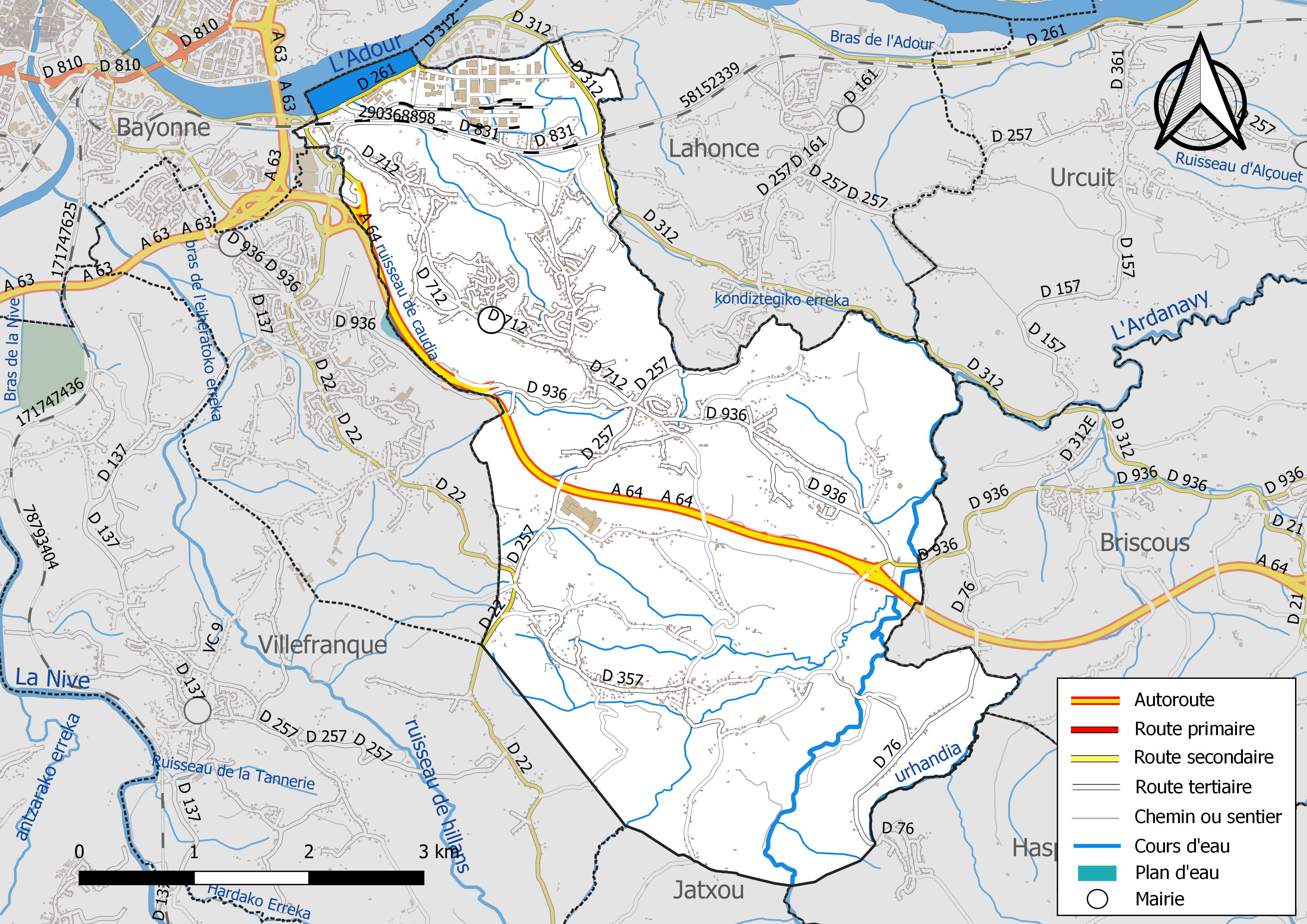
Réseaux hydrographique et routier de Mouguerre.

La commune est drainée par l'Adour, l'Ardanavy, l’ur Handia, le ruisseau de caudia, le ruisseau de Condistéguy, et par divers petits cours d'eau, constituant un réseau hydrographique de 38 km de longueur totale,.
L'Adour, d'une longueur totale de 308,8 km,prend sa source dans le massif pyrénéen du pic du Midi de Bigorre, au col du Tourmalet (Hautes-Pyrénées) et se jette dans l'océan Atlantique après Bayonne, à Tarnos (Landes) pour la rive droite et Anglet (Pyrénées-Atlantiques) pour la rive gauche.
L'Ardanavy, d'une longueur totale de 25,7 km, prend sa source dans la commune d'Hasparren et s'écoule du sud vers le nord. Il traverse la commune et se jette dans l'Adour à Urcuit, après avoir traversé 6 communes.

### Climat
Pour des articles plus généraux, voir Climat de la Nouvelle-Aquitaine et Climat des Pyrénées-Atlantiques.
Historiquement, la commune est exposée à un micro climat océanique basque.  
En 2020, Météo-France publie une typologie des climats de la France métropolitaine dans laquelle la commune est exposée à un climat de montagne et est dans la région climatique Pyrénées atlantiques, caractérisée par une pluviométrie élevée (>1 200 mm/an) en toutes saisons, des hivers très doux (7,5 °C en plaine) et des vents faibles.
Pour la période 1971-2000, la température annuelle moyenne est de 13,9 °C, avec une amplitude thermique annuelle de 12,8 °C. Le cumul annuel moyen de précipitations est de 1 388 mm, avec 13 jours de précipitations en janvier et 8,2 jours en juillet. Pour la période 1991-2020, la température moyenne annuelle observée sur la station météorologique la plus proche, située sur la commune d'Anglet à 9 km à vol d'oiseau, est de 14,5 °C et le cumul annuel moyen de précipitations est de 1 473,6 mm,. Pour l'avenir, les paramètres climatiques de la commune estimés pour 2050 selon différents scénarios d’émission de gaz à effet de serre sont consultables sur un site dédié publié par Météo-France en novembre 2022.

### Milieux naturels et biodiversité

#### Réseau Natura 2000
Le réseau Natura 2000 est un réseau écologique européen de sites naturels d'intérêt écologique élaboré à partir des Directives « Habitats » et « Oiseaux », constitué de zones spéciales de conservation (ZSC) et de zones de protection spéciale (ZPS).
Trois sites Natura 2000 ont été définis sur la commune au titre de la « directive Habitats », : 
- « l'Adour », d'une superficie de 3 565 ha, un site important pour les poissons migrateurs, l'Angélique des estuaires (espèce endémique) et le Vison d'Europe[24] ;
- « la Nive », d'une superficie de 9 473 ha, un des rares bassins versants à accueillir l'ensemble des espèces de poissons migrateurs du territoire français, excepté l'Esturgeon européen[25] ;
- « l'Ardanavy (cours d'eau) », d'une superficie de 626 ha, un cours d'eau des coteaux sud de l'Adour[26].

#### Zones naturelles d'intérêt écologique, faunistique et floristique
L’inventaire des zones naturelles d'intérêt écologique, faunistique et floristique (ZNIEFF) a pour objectif de réaliser une couverture des zones les plus intéressantes sur le plan écologique, essentiellement dans la perspective d’améliorer la connaissance du patrimoine naturel national et de fournir aux différents décideurs un outil d’aide à la prise en compte de l’environnement dans l’aménagement du territoire.
Une ZNIEFF de type 1 est recensée sur la commune, : 
le « lit mineur et berges de l'adour, des gaves réunis et du Luy » (1 292,03 ha), couvrant 35 communes dont 28 dans les Landes et 7 dans les Pyrénées-Atlantiques et quatre ZNIEFF de type 2,, : 
- les « bois et landes de Faldaracon-Eguralde et d'Hasparren » (2 636,71 ha), couvrant 6 communes du département[29] ;
- « l'Adour d'Aire-sur-l'Adour à la confluence avec la Midouze, tronçon des saligues et gravières » (2 324,27 ha), couvrant 63 communes dont 54 dans les Landes et 9 dans les Pyrénées-Atlantiques[30] ;
- « l'Adour de la confluence avec la Midouze à la confluence avec la Nive, tronçon des barthes » (13 349,18 ha), couvrant 59 communes dont 52 dans les Landes et 7 dans les Pyrénées-Atlantiques[31];
- le « réseau hydrographique et vallée de l'Ardanavy » (679,96 ha), couvrant 12 communes du département[32].

## Urbanisme

### Typologie
Au 1er janvier 2025, Mouguerre est catégorisée ceinture urbaine, selon la nouvelle grille communale de densité à sept niveaux définie par l'Insee en 2022.
Elle appartient à l'unité urbaine de Bayonne (partie française), une agglomération internationale regroupant 28  communes, dont elle est une commune de la banlieue,,. Par ailleurs la commune fait partie de l'aire d'attraction de Bayonne (partie française), dont elle est une commune de la couronne,. Cette aire, qui regroupe 56 communes, est catégorisée dans les aires de 200 000 à moins de 700 000 habitants,.

### Occupation des sols

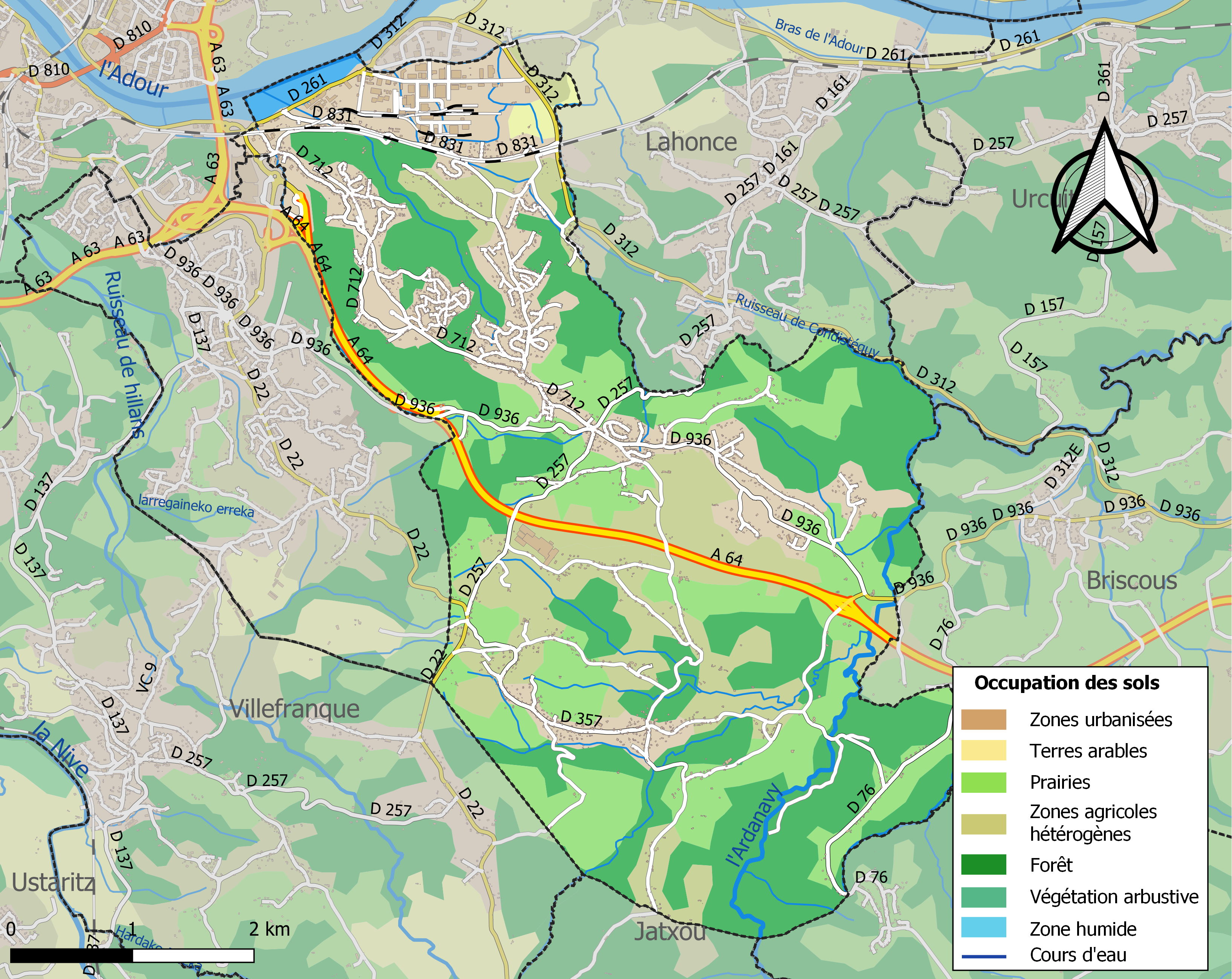
Carte des infrastructures et de l'occupation des sols de la commune en 2018 (CLC).

L'occupation des sols de la commune, telle qu'elle ressort de la base de données européenne d’occupation biophysique des sols Corine Land Cover (CLC), est marquée par l'importance des territoires agricoles (43,3 % en 2018), en diminution par rapport à 1990 (57,3 %). La répartition détaillée en 2018 est la suivante : 
forêts (35,5 %), prairies (24,1 %), zones agricoles hétérogènes (18,6 %), zones urbanisées (14,6 %), zones industrielles ou commerciales et réseaux de communication (5,7 %), eaux continentales (0,8 %), terres arables (0,5 %). L'évolution de l’occupation des sols de la commune et de ses infrastructures peut être observée sur les différentes représentations cartographiques du territoire : la carte de Cassini (XVIIIe siècle), la carte d'état-major (1820-1866) et les cartes ou photos aériennes de l'IGN pour la période actuelle (1950 à aujourd'hui).

### Lieux-dits et hameaux
Sur le cadastre napoléonien de 1831, la commune est divisée en six sections :
- Labarthe
- Vieux Mouguerre
- Galhartiry
- Istiart-Alçou
- Ourterry-Egurralde
- Petit Mouguerre.

### Voies de communication et transports
Les sorties 1.1 (Mouguerre-Bourg) et 2 (Mouguerre-Elizaberri) de l'autoroute A64 donnent accès à la commune, tout comme les routes départementales D 22, D 76, D257, D 312 et D 936.
Une portion de la ligne de Toulouse à Bayonne traverse la commune au niveau du quartier du Port. Il s'agit d'une voie unique et électrifiée située sur une digue pour éviter sa submersion en cas d'inondation. Un embranchement à cette ligne mène au Centre européen de fret.

### Risques majeurs
Le territoire de la commune de Mouguerre est vulnérable à différents aléas naturels : météorologiques (tempête, orage, neige, grand froid, canicule ou sécheresse), inondations et séisme (sismicité modérée). Il est également exposé à un risque technologique,  le transport de matières dangereuses. Un site publié par le BRGM permet d'évaluer simplement et rapidement les risques d'un bien localisé soit par son adresse soit par le numéro de sa parcelle.

#### Risques naturels
La commune fait partie du territoire à risques importants d'inondation (TRI) Côtier basque, regroupant 12 communes dans les Pyrénées-Atlantiques et une dans les Landes concernées par un risque de phénomènes fluvio-maritimes pouvant s’avérer dangereux (estuaire Adour et Nive) sur le territoire de Bayonne et de crues rapides dévastatrices de la Nivelle dans sa partie sud (Ciboure, Saint-Jean-de-Luz), un des 18 TRI qui ont été arrêtés fin 2012 sur le bassin Adour-Garonne. La plus forte crue connue est celle de 1952, suivie de celle de 1981. Des cartes des surfaces inondables ont été établies pour trois scénarios : fréquent (crue de temps de retour de 10 ans à 30 ans), moyen (temps de retour de 100 ans à 300 ans) et extrême (temps de retour de l'ordre de 1 000 ans, qui met en défaut tout système de protection). La commune a été reconnue en état de catastrophe naturelle au titre des dommages causés par les inondations et coulées de boue survenues en 1982, 1983, 1995, 2007, 2009, 2010 et 2018,.

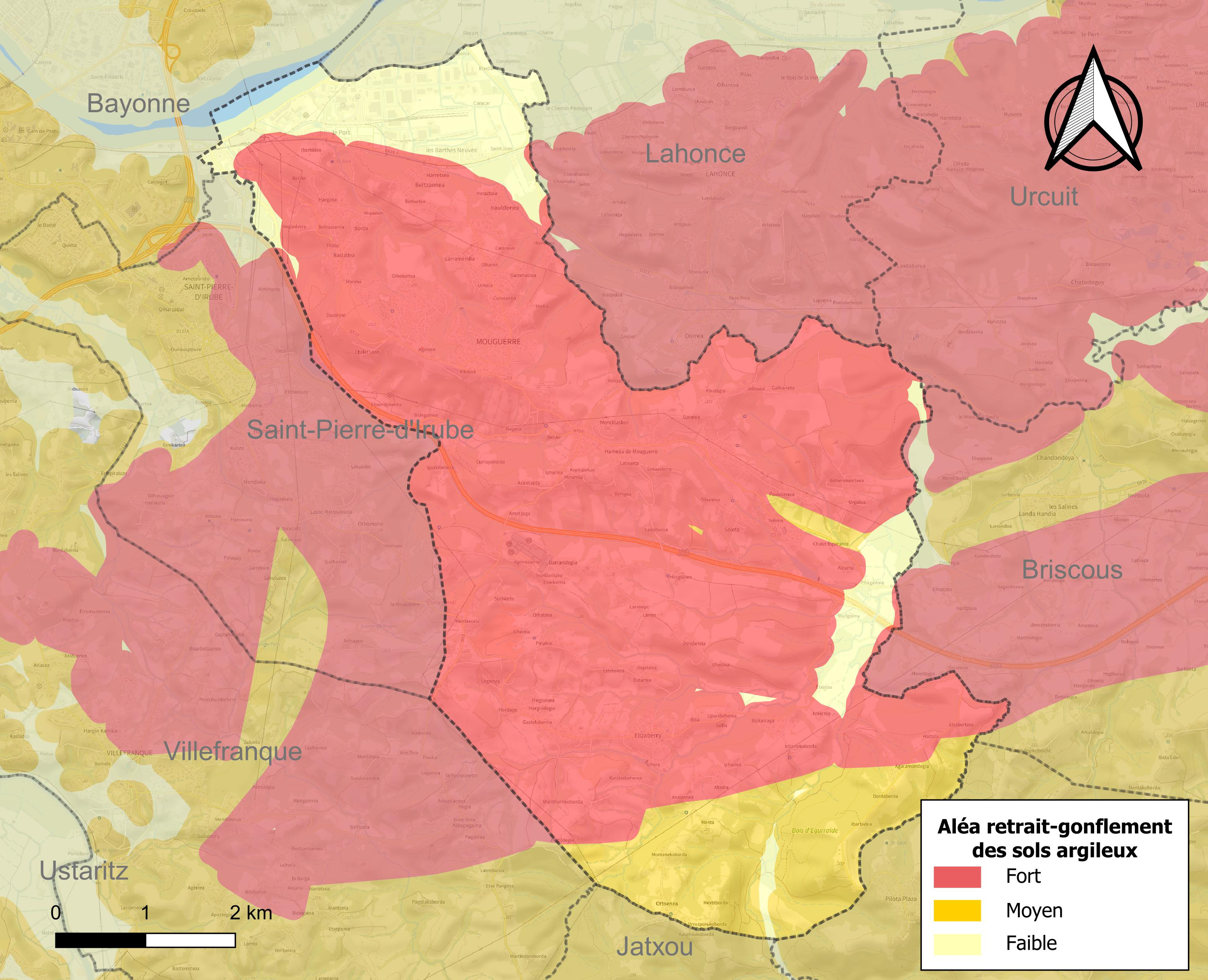
Carte des zones d'aléa retrait-gonflement des sols argileux de Mouguerre.

Le retrait-gonflement des sols argileux est susceptible d'engendrer des dommages importants aux bâtiments en cas d’alternance de périodes de sécheresse et de pluie. 88,8 % de la superficie communale est en aléa moyen ou fort (59 % au niveau départemental et 48,5 % au niveau national). Depuis le 1er octobre 2020, en application de la loi ELAN, différentes contraintes s'imposent aux vendeurs, maîtres d'ouvrages ou constructeurs de biens situés dans une zone classée en aléa moyen ou fort,.
Concernant les mouvements de terrains, la commune a été reconnue en état de catastrophe naturelle au titre des dommages causés par la sécheresse en 1989, 1991, 1996, 2003 et 2011, par des mouvements de terrain en 2017 et 2018 et par des glissements de terrain en 1996.

## Toponymie

### Attestations anciennes
Le toponyme Mouguerre apparaît sous les formes Biudz (1249), Biuts (1264), Sainct-Johan-de-Buitz (1564, titres de Lahonce), Saint-Jean-de-Biutz (1690, carte de Cantelli) et Sanctus-Johannes-Vetus vulgò[Quoi ?] Mouguerre (1763, collations du diocèse de Bayonne).

### Étymologie
Jean-Baptiste Orpustan indique que le nom original biuts signifiait 'colline de forme arrondie' et que Mouguerre provient de muga-erre, 'limite, frontière brûlée'.

### Autres toponymes
Le toponyme Elizaberri apparaît sous la forme Éliçaberry, tandis que le toponyme Pinaquia apparaît sous la forme Pinaquiherry.

### Graphie en langues locales
Son nom basque actuel est Mugerre et son nom occitan gascon est Moguerre.

## Histoire
En 1724, à la suite des révoltes de Saint-Jean-le-Vieux (1685), Mouguerre et Saint-Pierre-d'Irube (1696), la population d'Ainhoa se révolta contre la gabelle, révolte d'opposition aux nouvelles taxes, annonciatrice de celles qui soulevèrent presque tout le Labourd en 1726 (contre l'impôt dit du 50e), Bayonne et Saint-Jean-Pied-de-Port en 1748.
En 1790, Mouguerre était le chef-lieu d'un canton, dans le district d'Ustaritz, comprenant les communes de Lahonce, Mouguerre, Saint-Pierre-d'Irube et Urcuit.
Le 13 décembre 1813, les coteaux de Mouguerre furent le théâtre de combats acharnés entre le maréchal Soult et Wellington (bataille de Saint-Pierre-d'Irube).
La carte Levasseur du département des Basses-Pyrénées de 1850 indique le chef-lieu du village, dénommé Mouguerre comme aujourd'hui, à l'emplacement actuel du quartier Elizaberri.

## Politique et administration

### Liste des maires
| Période                                  | Période                   | Identité             | Étiquette | Qualité |
| ---------------------------------------- | ------------------------- | -------------------- | --------- | --- |
| 1810                                     | 1820                      | Jean Disée           |           | |
| Les données manquantes sont à compléter. |                           |                      |           | |
| 1837                                     | 1848                      | Jean Baptiste Diesse |           | |
| 1848                                     | 1848                      | Pierre Darquin       |           | |
| 1848                                     | 1851                      | Jean Baptiste Garat  |           | |
| 1851                                     | 1866                      | Pierre Darquin       |           | |
| 1866                                     | 1895                      | Salvat Saint-Germain |           | Notaire |
| ca. 1923                                 |                           | Alfred Celhay        |           | |
| Les données manquantes sont à compléter. |                           |                      |           | |
| ca. 1962                                 |                           | Edmond Celhay        |           | |
| 1979                                     | mars 2001                 | Gilbert Larcebeau    | DVD       | Dirigeant d'une entreprise de maçonnerie |
| mars 2001                                | En cours (au 29 mai 2020) | Roland Hirigoyen     | DVD       | Cadre de banque retraité, adjoint au maire (1995 → 2001) Président de la CC Nive-Adour (2008 → 2016) 8e vice-président de la Communauté Pays Basque (2020 → ) Réélu pour le mandat 2020-2026 |

### Intercommunalité
Mouguerre fait partie de six structures intercommunales :
- la communauté d'agglomération du Pays Basque ;
- le syndicat d'énergie des Pyrénées-Atlantiques ;
- le syndicat intercommunal de protection des berges de l'Adour maritime et de ses affluents (SIPBAMA) ;
- le syndicat intercommunal pour la gestion du centre Txakurrak ;
- le syndicat intercommunal pour le soutien à la culture basque ;
- le syndicat mixte pour l'aménagement du centre européen de fret de Bayonne - Mouguerre - Lahonce.

Mouguerre accueille le siège de la communauté de communes Nive-Adour.

### Politique environnementale
Dans son palmarès 2023, le Conseil national de villes et villages fleuris de France a attribué deux fleurs à la commune.

## Population et société

### Démographie

#### Évolution démographique
L'évolution du nombre d'habitants est connue à travers les recensements de la population effectués dans la commune depuis 1793. Pour les communes de moins de 10 000 habitants, une enquête de recensement portant sur toute la population est réalisée tous les cinq ans, les populations de référence des années intermédiaires étant quant à elles estimées par interpolation ou extrapolation. Pour la commune, le premier recensement exhaustif entrant dans le cadre du nouveau dispositif a été réalisé en 2004.

En 2022, la commune comptait 5 353 habitants, en évolution de +6,78 % par rapport à 2016 (Pyrénées-Atlantiques : +3,78 %, France hors Mayotte : +2,11 %).
| 1793  | 1800  | 1806  | 1821  | 1831  | 1836  | 1841  | 1846  | 1851  |
| ----- | ----- | ----- | ----- | ----- | ----- | ----- | ----- | ----- |
| 1 200 | 1 069 | 1 117 | 1 122 | 1 363 | 1 313 | 1 390 | 1 456 | 1 400 |

| 1856  | 1861  | 1866  | 1872  | 1876  | 1881  | 1886  | 1891  | 1896  |
| ----- | ----- | ----- | ----- | ----- | ----- | ----- | ----- | ----- |
| 1 355 | 1 306 | 1 334 | 1 336 | 1 329 | 1 327 | 1 312 | 1 250 | 1 217 |

| 1901  | 1906  | 1911  | 1921  | 1926  | 1931  | 1936  | 1946  | 1954  |
| ----- | ----- | ----- | ----- | ----- | ----- | ----- | ----- | ----- |
| 1 333 | 1 244 | 1 286 | 1 286 | 1 388 | 1 333 | 1 255 | 1 247 | 1 374 |

| 1962  | 1968  | 1975  | 1982  | 1990  | 1999  | 2004  | 2006  | 2009  |
| ----- | ----- | ----- | ----- | ----- | ----- | ----- | ----- | ----- |
| 1 542 | 1 593 | 1 809 | 2 290 | 3 021 | 3 765 | 4 280 | 4 359 | 4 656 |

| 2014  | 2019  | 2022  | - | - | - | - | - | - |
| ----- | ----- | ----- | - | - | - | - | - | - |
| 4 909 | 5 294 | 5 353 | - | - | - | - | - | - |

#### Pyramide des âges
En 2018, le taux de personnes d'un âge inférieur à 30 ans s'élève à 32,0 %, soit au-dessus de la moyenne départementale (30,9 %). À l'inverse, le taux de personnes d'âge supérieur à 60 ans est de 25,1 % la même année, alors qu'il est de 30,5 % au niveau départemental.
En 2018, la commune comptait 2 570 hommes pour 2 631 femmes, soit un taux de 50,59 % de femmes, légèrement inférieur au taux départemental (52,08 %).
Les pyramides des âges de la commune et du département s'établissent comme suit.
| Hommes | Classe d’âge | Femmes |
| ------ | ------------ | ------ |
| 0,4    | 90 ou +      | 0,9    |
| 6,0    | 75-89 ans    | 7,0    |
| 18,3   | 60-74 ans    | 17,7   |
| 23,5   | 45-59 ans    | 24,0   |
| 19,0   | 30-44 ans    | 19,3   |
| 15,9   | 15-29 ans    | 13,5   |
| 17,0   | 0-14 ans     | 17,6   |

| Hommes | Classe d’âge | Femmes |
| ------ | ------------ | ------ |
| 1      | 90 ou +      | 2,6    |
| 8,7    | 75-89 ans    | 11,8   |
| 18,9   | 60-74 ans    | 19,8   |
| 21     | 45-59 ans    | 20,3   |
| 17,9   | 30-44 ans    | 17,3   |
| 16,2   | 15-29 ans    | 14     |
| 16,3   | 0-14 ans     | 14,2   |

## Économie
L'extraction de sel gemme était encore pratiquée à Mouguerre au XXe siècle jusqu'à la fermeture du site Cérébos en 2010 et sa vente aux enchères par le commissaire-priseur industriel Roux Troostwijk.
Le Centre européen de fret (CEF) de Bayonne est situé sur la commune de Mouguerre.
BMS Circuits, à Mouguerre, est la seule usine de France à fabriquer des téléphones portables. Depuis 2016, elle bénéficie de la relocalisation de Kapsys, concepteur français d'appareils pour aveugles et malvoyants, qui jusque-là confiait ses fabrications à des sous-traitants chinois,,.
La commune fait partie de la zone d'appellation de l'ossau-iraty.

## Culture locale et patrimoine

### Langues
D'après la Carte des Sept Provinces Basques éditée en 1863 par le prince Louis-Lucien Bonaparte, le dialecte basque parlé à Mouguerre est le bas-navarrais oriental.

### Patrimoine civil

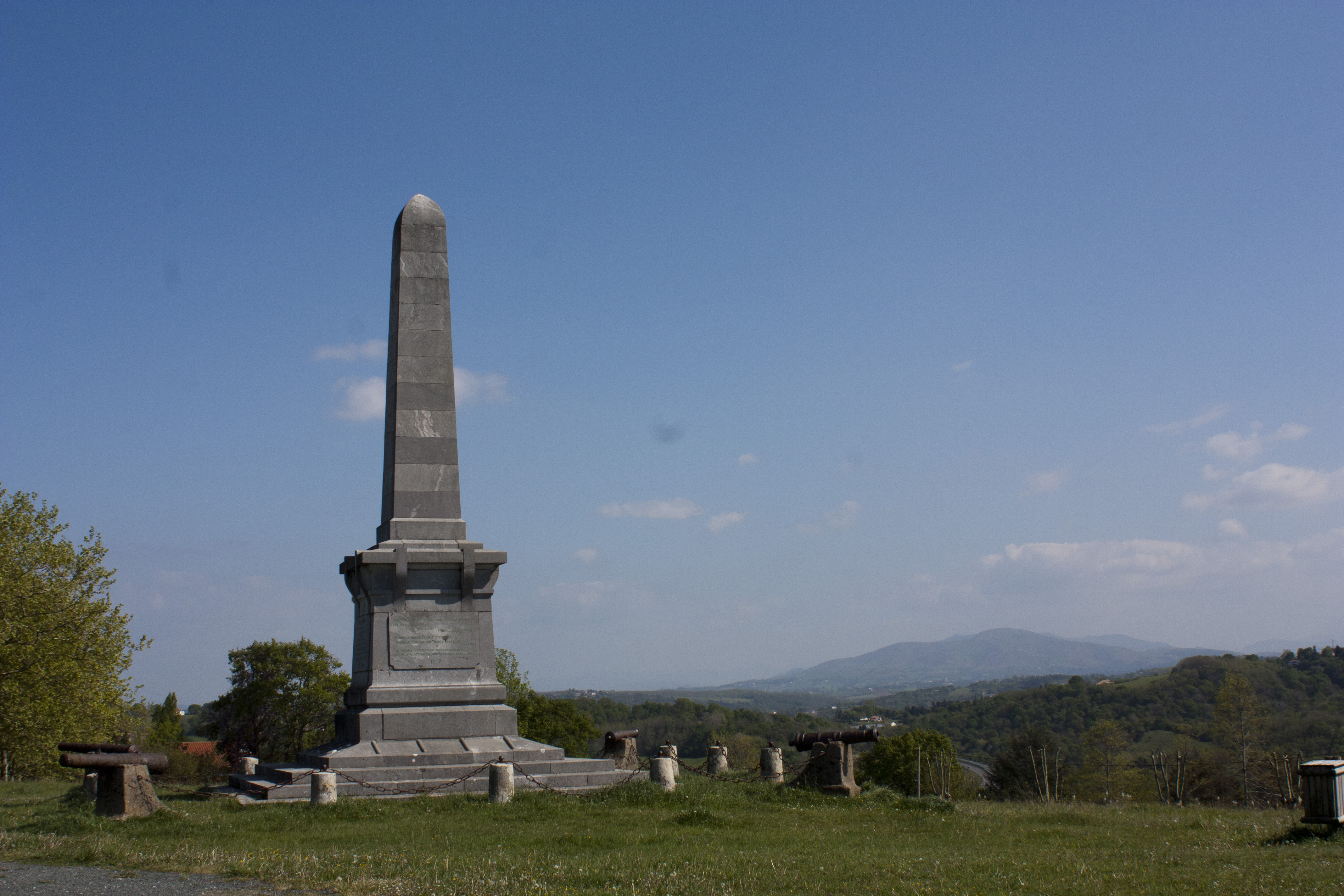
L'obélisque de la croix de Mouguerre

- Le château de Mouguerre[74], au lieu-dit Aguerria, date de 1728 ;
- La ferme, située au lieu-dit Souhigaray[75], date du XVIIe siècle, tout comme celle du lieu-dit Kikotéguy[76], alors que celle du lieu-dit Pinaquia[77] fut construite en 1768 ;
- Dans le chemin rural de l'église, une maison[78] date du XVIIIe siècle ;
- La maison de maître[79], au lieu-dit Lékuéder, date de la deuxième moitié du XVIIIe siècle ;
- Le monument aux morts[80], du début du XXe siècle, est inventorié par le ministère de la Culture ;
- L'obélisque, dit croix de Mouguerre[81], de 1917, est érigé en l'honneur du maréchal Soult ;
- La route impériale des Cimes (RD 22) entre Bayonne et Hasparren traverse la commune.
- Maison du XVIe siècle quartier Elizaberri : Trinquet Ibar actuel.

### Patrimoine religieux
- L'église Saint-Jean-Baptiste de Mouguerre[82] (au bourg), date du XVIIe siècle. Elle recèle un riche mobilier[83] inventorié par le ministère de la Culture.
- L'église Saint-Jean-Baptiste d'Elizaberri.
- L'église Saint-Joseph du Port.
- Les calvaires : à l'église Saint-Jean-Baptiste du bourg.
- Les croix de rogations : Larretchea, Gasteluberry, Pinaquia, Marituriko Borda, Montaneko Borda, Uspuia.

## Équipements

### Sports et équipements sportifs

#### Rugby à XV
L'Union sportive de Mouguerre, club de rugby à XV de la commune, qui a évolue en Fédérale 2. Les verts et blancs évoluent au stade d'Ibusty, situé dans le quartier du port, à proximité du centre européen de fret. Le groupe punk/thrash Aggressive Agricultor a rendu hommage à l'USM dans sa chanson Mouguerre. Ce stade de rugby est équipé d'une tribune couverte (Edmond-Celhay) pouvant accueillir le public d'Ibusty. On y trouve également une salle de musculation ainsi qu'une salle des fêtes.

#### Pelote basque
Mouguerre est également une terre de pelote basque. La commune possède pas moins de 5 frontons à l'air libre : à Ibusty au port, 2 au bourg (à côté du presbytère et en face de l'ancienne mairie, 2 à Elizaberri). Le club de pelote Pilota Hutxa évolue notamment au mur à gauche couvert d'Elizaberry. On trouve également 2 trinquets, à Elizaberry et au port.

#### Tennis
Le Tennis Club de Mouguerre, fondé en 1985, compte quatre cours en dur.

### Enseignement
Mouguerre dispose de trois écoles primaires publiques (bourg, Elizaberry et port) et de deux écoles primaires privées (Sainte-Marie et Saint-Joseph). Un centre de formation d'apprentis (transports - logistiques - voyageurs) est situé au Centre européen de fret de Mouguerre

## Personnalités liées à la commune
Gilbert Larréguy, né en 1931 à Mouguerre et décédé en 2006 à Bayonne, est un joueur français de rugby à XV, qui a évolué avec l'équipe de France et l'Aviron bayonnais ;